# Mactridae
Mactridae é uma família de moluscos bivalves da ordem Veneroida.

## Gêneros
- Anatina Schumacher, 1817
- Lutraria Lamarck, 1799
- Longimactra Finlay, 1928
- Mactra Linnaeus, 1767
- Mactrellona
- Mactromeris Conrad, 1868
- Mactrotoma W. H. Dall, 1894
- Mulinia Gray, 1837
- Raeta Gray, 1853
- Rangia Desmoulins, 1832
- Resania Gray, 1852
- Scalpomactra Finlay, 1928
- Simomactra W. H. Dall, 1894
- Spisula Gray, 1837
- Tresus Gray, 1853
- Zenatia Gray, 1853